# 萊斯特站

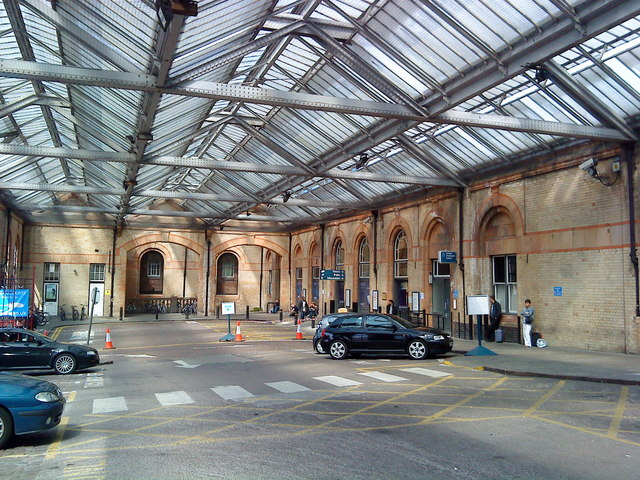
萊斯特站

萊斯特站（英語：Leicester railway station）是英國英格蘭萊斯特郡萊斯特的一座鐵路車站，開業於1840年，1894年重建新大樓。現在萊斯特車站由東米德蘭列車公司管理。萊斯特車站位於自倫敦聖潘克拉斯火車站前往謝菲爾德和諾丁漢的鐵路線上。目前萊斯特還沒有任何電氣化列車運行，但在2019年這一狀況預計將得到改變，萊斯特前往倫敦的時間也就縮短為60分。